# Mittelschule (Südtirol)
Der Begriff Mittelschule bezeichnet in Südtirol den Schultyp der „scuola media“, welcher im Zuge einer italienweiten Schulreform 1940 auch in der Provinz Bozen erstmals eingeführt wurde. Organisation und Lehre der Mittelschule, die das 6., 7. und 8. Schuljahr umfasst, wurden im Zuge mehrerer italienweiter Schulreformen modifiziert. Gegenwärtig ist die Mittelschule Teil des Pflichtschulangebots. Man unterscheidet zwischen deutschen, italienischen und ladinischen Mittelschulen, die sich im Wesentlichen in der Sprache des Fachunterrichts unterscheiden.

## Geschichte

### Einführung der Mittelschule in Italien
In den ersten Jahrzehnten war die Mittelschule landläufig auch als Lateinmittelschule bekannt, da das Schulfach Latein von den Mittelschülern als Pflichtfach belegt werden musste. Im Schulsystem folgte die dreijährige Mittelschule auf die fünfjährige Grundschule, wobei der Besuch der Mittelschule ursprünglich nicht verpflichtend war. In Südtirol wurden zudem nur in den größten Ortschaften Mittelschulen geschaffen, in denen bis 1943 – im Sinne der Italianisierungsmaßnahmen des faschistischen Regimes – ausschließlich in italienischer Unterrichtssprache gelehrt wurde.

### Die Mittelschule als erweitertes Pflichtschulangebot ab 1962
1962 wurde in Italien eine bedeutende Bildungsreform beschlossen, mit der staatsweit die dreijährige Einheitsmittelschule geschaffen und zur Pflichtschule für alle erhoben wurde. Die Einheitsmittelschule leistet nach einigen Reformen bis dato (2013) die Ausbildung der 11- bis 14-Jährigen. Auf fachlicher Ebene wurde Latein zum Wahlfach heruntergestuft und war als solches nur mehr im dritten Schuljahr vorgesehen; 1979 wurde das Fach endgültig abgeschafft. Als neue Schulfächer brachte die Reform dafür Leibeserziehung und Technische Erziehung („Werken“) neu auf den Stundenplan. Der Wochenplan umfasste 25 Pflichtstunden, zusätzlich wurden Wahlfächer angeboten.

### Regionale Besonderheiten der Südtiroler Mittelschule
Die Südtiroler Pflichtmittelschule hatte in den ersten Jahrzehnten nach dem Zweiten Weltkrieg mit besonderen Aufbauschwierigkeiten zu kämpfen, da sich das deutschsprachige Schulwesen in der Provinz erst seit 1945 im Wiederaufbau befand. Nachdem die deutsche Schule aus altösterreichischer Tradition Mitte der 1920er-Jahre vom italienischen Faschismus verboten worden war (und der geheime, illegale Deutschunterricht in den Folgejahren erheblich unter dem Einfluss des Nationalsozialismus gestanden hatte) mangelte es an Lehrpersonal mit Hochschulbildung und an entsprechenden Schulbüchern. Der überdurchschnittliche Lehrermangel konnte in den folgenden Jahrzehnten allmählich ausgeglichen werden; Schulbücher werden jedoch nach wie vor z. T. aus Österreich oder Deutschland bezogen, zumal sie sich mit den Inhalten decken, die im restlichen Staatsgebiet behandelt werden.
Hinsichtlich des Sprachenunterrichts wird in der deutschsprachigen Mittelschule Südtirols Italienisch als Zweitsprache gelehrt, in der italienischsprachigen Mittelschule ist Deutsch Zweitsprache. In den ladinischen Mittelschulen findet der Fachunterricht in Deutsch und Italienisch statt, während Ladinisch in einem eigenen Unterrichtsfach gelehrt wird. Mit fortschreitender Entwicklung der Südtiroler Landesautonomie konnten die Lehrpläne ab Mitte der 1970er-Jahre teilweise unabhängig von staatlichen Lehrvorgaben gestaltet werden.
Die italienische Schulreform, welche im Schuljahr 2006/2007 in Kraft trat, schreibt gegenwärtig pro Schuljahr folgende Unterrichtszeit vor:
918 Stunden zu je 60 Minuten im Kernbereich
68 Stunden zu je 60 Minuten  in der Schule vorbehaltenen Pflichtquote (Grundquote)
34 bis 102 Stunden im Wahlbereich
Bei einer Aufteilung auf 34 Wochen macht dies wöchentlich 27 Stunden zu je 60 Minuten im Kernbereich (davon sind 4 Einheiten italienische Sprache und 2 Einheiten englische Sprache), sowie 2 Stunden im Bereich der der Schule vorbehaltenen Pflichtquote und maximal 3 Stunden im Wahlbereich. Die Dauer der Unterrichtseinheiten muss nicht zwingend 60 Minuten betragen. Bei einer Umrechnung in kürzere Einheiten erhöht sich deren Anzahl.
Im Schuljahr 2012/2013 wurde das Schuljahr von 34 auf 35 Wochen verlängert. In diese Zeit fiel auch die Umstellung von der Sechs- auf die Fünftagewoche.